# Journée mondiale de la poésie
Le 21 mars a été proclamé Journée mondiale de la poésie par la Conférence générale de l'Organisation des Nations unies pour l'éducation, la science et la culture, lors de sa 30e session, à Paris, en octobre et novembre 1999, pour soutenir la  diversité linguistique et culturelle de nos sociétés à travers l'expression poétique et d'offrir aux langues qui risquent de disparaître la possibilité de se faire entendre au sein de leurs communautés.